# دیگو کاو
دیگو کاو (پرتغالی: Diogo Cão؛ ۱۴۵۲ – ۱۴۸۶) مکتشف و دریانورد اهل پرتغال بود.
او دو سفر را در دهه ۱۴۸۰ میلادی در امتداد ساحل غربی آفریقا انجام داد و به اکتشاف در رود کنگو و سواحل آنگولا و نامیبیای امروزی پرداخت.